# Kruisem
Kruisem és un és un municipi belga de la província de Flandes Oriental a la regió de Flandes. És el resultat de la fusió de Kruishoutem amb Zingem l'1 de gener de 2019. El 2020 tenia 15474 habitants.
Conté els antics municipis de Huise, Kruishoutem, Ouwegem, Nokere, Wannegem-Lede i Zingem. En consultar les entitats locals per trobar un nom nou, es va optar per al mot creuat de Kruisem. El nom prové del llibre del 1995 de l'escriptor de novel·les juvenils i veí del poble, Marc de Bel, De Katten van Kruisem (Els gats de Kruisem).